# Oliver Petszokat/Diskografie
Diese Diskografie ist eine Übersicht über die musikalischen Werke des deutschen Popsängers Oliver Petszokat und den Veröffentlichungen unter seinem Pseudonym Oli.P. Den Quellenangaben und Schallplattenauszeichnungen zufolge hat er bisher mehr als 3,5 Millionen Tonträger verkauft. Seine erfolgreichste Veröffentlichung ist die Single Flugzeuge im Bauch mit über zwei Millionen verkauften Einheiten, wovon allein in Deutschland über 1,5 Millionen Exemplare verkauft wurden und es somit eines der meistverkauften Singles des Landes ist. Es ist die meistverkaufte deutschsprachige Single der 1990er-Jahre in Deutschland.

## Alben

### Studioalben
| Jahr | Titel Musiklabel                                | Höchstplatzierung, Gesamtwochen, AuszeichnungChartplatzierungen (Jahr, Titel, Musiklabel, Platzierungen, Wochen, Auszeichnungen, Anmerkungen) | Höchstplatzierung, Gesamtwochen, AuszeichnungChartplatzierungen (Jahr, Titel, Musiklabel, Platzierungen, Wochen, Auszeichnungen, Anmerkungen) | Höchstplatzierung, Gesamtwochen, AuszeichnungChartplatzierungen (Jahr, Titel, Musiklabel, Platzierungen, Wochen, Auszeichnungen, Anmerkungen) | Anmerkungen                                                 |
| Jahr | Titel Musiklabel                                | DE | AT | CH | Anmerkungen                                                 |
| ---- | ----------------------------------------------- | --- | --- | --- | ----------------------------------------------------------- |
| 1998 | Mein Tag Hansa Musik Produktion (BMG Ariola)    | DE6 Gold · (22 Wo.)DE | AT11 Gold · (16 Wo.)AT | CH11 Gold · (20 Wo.)CH | Erstveröffentlichung: 9. November 1998 Verkäufe: + 300.000  |
| 1999 | o.ton Hansa Musik Produktion (BMG Ariola)       | DE14 Gold · (13 Wo.)DE | AT31 (8 Wo.)AT | CH19 (13 Wo.)CH | Erstveröffentlichung: 15. November 1999 Verkäufe: + 150.000 |
| 2001 | P.ulsschlag Hansa Musik Produktion (BMG Ariola) | — | — | — | Erstveröffentlichung: 1. Oktober 2001                       |
| 2002 | Startzeit Epic Records (Sony)                   | DE78 (1 Wo.)DE | — | — | Erstveröffentlichung: 11. November 2002                     |
| 2004 | Freier Fall Epic Records (Sony)                 | — | — | — | Erstveröffentlichung: 26. April 2004                        |
| 2016 | Wie früher Marcs Firma (H’Art)                  | — | — | — | Erstveröffentlichung: 27. Mai 2016                          |
| 2019 | Alles Gute! Telamo (WMG)                        | DE9 (4 Wo.)DE | — | — | Erstveröffentlichung: 9. August 2019                        |
| 2023 | Hey Freiheit – Das Album Telamo (WMG)           | DE4 (6 Wo.)DE | AT58 (1 Wo.)AT | CH98 (1 Wo.)CH | Erstveröffentlichung: 21. Juli 2023                         |
| 2024 | Wunder Telamo (WMG)                             | DE8 (3 Wo.)DE | — | — | Erstveröffentlichung: 1. November 2024                      |

### Kompilationen
| Jahr | Titel Musiklabel                                                                      | Anmerkungen                              |
| ---- | ------------------------------------------------------------------------------------- | ---------------------------------------- |
| 2002 | Lebenslauf – Seine Gold- und Platinhits 1998–2001 Hansa Musik Produktion (BMG Ariola) | Erstveröffentlichung: 30. September 2002 |

## Singles

### Als Leadmusiker
| Jahr | Titel Album                                           | Höchstplatzierung, Gesamtwochen, AuszeichnungChartplatzierungen (Jahr, Titel, Album, Platzierungen, Wochen, Auszeichnungen, Anmerkungen) | Höchstplatzierung, Gesamtwochen, AuszeichnungChartplatzierungen (Jahr, Titel, Album, Platzierungen, Wochen, Auszeichnungen, Anmerkungen) | Höchstplatzierung, Gesamtwochen, AuszeichnungChartplatzierungen (Jahr, Titel, Album, Platzierungen, Wochen, Auszeichnungen, Anmerkungen) | Anmerkungen                                                                                                  |
| Jahr | Titel Album                                           | DE | AT | CH | Anmerkungen                                                                                                  |
| ---- | ----------------------------------------------------- | --- | --- | --- | --- |
| 1997 | Liebe machen –                                        | — | — | — | Erstveröffentlichung: 7. Juli 1997 Original: Vereinigte Arroganz                                             |
| 1998 | Flugzeuge im Bauch Mein Tag                           | DE1 ×3Dreifachplatin · (23 Wo.)DE | AT1 Platin · (17 Wo.)AT | CH1 Platin · (18 Wo.)CH | Erstveröffentlichung: 7. September 1998 Verkäufe: + 2.000.000 feat. Tina Frank; Original: Herbert Grönemeyer |
| 1998 | I Wish Mein Tag                                       | DE2 Gold · (14 Wo.)DE | AT3 (14 Wo.)AT | CH7 (12 Wo.)CH | Erstveröffentlichung: Dezember 1998 Verkäufe: + 250.000; feat. Tina Frank                                    |
| 1999 | Der 7. Sinn Mein Tag                                  | DE66 (4 Wo.)DE | — | — | Erstveröffentlichung: 26. April 1999                                                                         |
| 1999 | So bist du (und wenn du gehst …) o.ton                | DE1 ×3Dreifachgold · (18 Wo.)DE | AT1 Platin · (17 Wo.)AT | CH1 Gold · (21 Wo.)CH | Erstveröffentlichung: 4. Oktober 1999 Verkäufe: + 825.000 feat. Naima; Original: Peter Maffay                |
| 2000 | Niemals mehr o.ton                                    | DE23 (9 Wo.)DE | — | CH34 (6 Wo.)CH | Erstveröffentlichung: 17. Januar 2000 feat. Sascha Pierro                                                    |
| 2000 | Plötzlich stand sie da o.ton                          | DE93 (2 Wo.)DE | — | — | Erstveröffentlichung: 10. April 2000 feat. Dekka & E Andy                                                    |
| 2001 | Girl You Know It’s True P.ulsschlag                   | DE17 (10 Wo.)DE | AT40 (8 Wo.)AT | CH97 (3 Wo.)CH | Erstveröffentlichung: 27. August 2001 feat. Jan van der Toorn; Original: Numarx                              |
| 2001 | When You Are Here P.ulsschlag                         | DE45 (5 Wo.)DE | — | — | Erstveröffentlichung: 22. Oktober 2001 feat. Emilia                                                          |
| 2002 | Das erste Mal tat’s noch weh Startzeit                | DE15 (11 Wo.)DE | AT15 (13 Wo.)AT | — | Erstveröffentlichung: 30. September 2002 feat. Tina Frank Original: Viktor Lazlo & Stefan Waggershausen      |
| 2002 | Nothing’s Gonna Change My Love for You Startzeit      | DE30 (9 Wo.)DE | AT46 (7 Wo.)AT | — | Erstveröffentlichung: 25. November 2002 feat. Tina Frank; Original: George Benson                            |
| 2003 | Alles ändert sich (alles oder nichts) Freier Fall     | DE33 (5 Wo.)DE | AT50 (3 Wo.)AT | — | Erstveröffentlichung: 28. April 2003 feat. Lukas                                                             |
| 2003 | Neugeboren Freier Fall                                | DE85 (2 Wo.)DE | — | — | Erstveröffentlichung: 29. September 2003 feat. Lukas                                                         |
| 2004 | Engel / Unsterblich Freier Fall                       | DE89 (2 Wo.)DE | — | — | Erstveröffentlichung: 26. April 2004                                                                         |
| 2016 | Wie früher                                            | — | — | — | Erstveröffentlichung: 26. Februar 2016                                                                       |
| 2016 | Wohin gehst du Wie früher                             | — | — | — | Erstveröffentlichung: 16. April 2016                                                                         |
| 2018 | Komm steig ein Startzeit                              | — | — | — | Erstveröffentlichung: 27. April 2018                                                                         |
| 2019 | Lieb’ mich ein letztes Mal Alles Gute!                | — | — | — | Erstveröffentlichung: 15. März 2019 Original: Roland Kaiser                                                  |
| 2019 | Hallo Schatz Alles Gute!                              | — | — | — | Erstveröffentlichung: 29. März 2019                                                                          |
| 2019 | Laß die Sonne in dein Herz Alles Gute!                | — | — | — | Erstveröffentlichung: 12. Juli 2019 Original: Wind                                                           |
| 2019 | Dein ist mein ganzes Herz Alles Gute!                 | — | — | — | Erstveröffentlichung: 2. August 2019 Original: Heinz Rudolf Kunze                                            |
| 2020 | 1000 Liebeslieder Hey Freiheit – Das Album            | — | — | — | Erstveröffentlichung: 27. März 2000                                                                          |
| 2020 | Eine von Millionen Hey Freiheit – Das Album           | — | — | — | Erstveröffentlichung: 25. September 2000                                                                     |
| 2022 | Hey Freiheit (Aloha heja he) Hey Freiheit – Das Album | — | — | — | Erstveröffentlichung: 8. Juli 2022 Original: Achim Reichel                                                   |
| 2023 | Bester Tag Hey Freiheit – Das Album                   | — | — | — | Erstveröffentlichung: 21. April 2023                                                                         |
| 2023 | Freudentränen Hey Freiheit – Das Album                | — | — | — | Erstveröffentlichung: 30. Juni 2023                                                                          |
| 2023 | Nie mehr allein Hey Freiheit – Das Album              | — | — | — | Erstveröffentlichung: 18. August 2023                                                                        |
| 2024 | Alles wird leichter Wunder                            | — | — | — | Erstveröffentlichung: 31. Mai 2024                                                                           |
| 2024 | Dejavu Wunder                                         | — | — | — | Erstveröffentlichung: 23. August 2024 feat. Jolle                                                            |
| 2024 | Wunderkerzen Wunder                                   | — | — | — | Erstveröffentlichung: 20. September 2024                                                                     |
| 2025 | Bis zum Mond Wunder                                   | — | — | — | Erstveröffentlichung: 17. Januar 2025                                                                        |
| 2025 | Mit 17 hat man noch Träume –                          | — | — | — | Erstveröffentlichung: 1. Mai 2025 mit Peggy March                                                            |

### Als Gastmusiker
| Jahr | Titel Album                                   | Höchstplatzierung, Gesamtwochen, AuszeichnungChartplatzierungen (Jahr, Titel, Album, Platzierungen, Wochen, Auszeichnungen, Anmerkungen) | Höchstplatzierung, Gesamtwochen, AuszeichnungChartplatzierungen (Jahr, Titel, Album, Platzierungen, Wochen, Auszeichnungen, Anmerkungen) | Höchstplatzierung, Gesamtwochen, AuszeichnungChartplatzierungen (Jahr, Titel, Album, Platzierungen, Wochen, Auszeichnungen, Anmerkungen) | Anmerkungen                                                                                  |
| Jahr | Titel Album                                   | DE | AT | CH | Anmerkungen                                                                                  |
| ---- | --------------------------------------------- | --- | --- | --- | -------------------------------------------------------------------------------------------- |
| 1998 | Eivissa Inspektor Gadget (O.S.T.)             | DE32 (9 Wo.)DE | — | — | Erstveröffentlichung: 1998 Paradise Love Squad feat. Oli. P                                  |
| 2020 | Hand in Hand Goldene Weihnachtshits (Sampler) | — | — | — | Erstveröffentlichung: 6. November 2020 als Teil der Hand in Hand All Stars; Original: BeFour |
| 2021 | Wir bleiben drin –                            | — | — | — | Erstveröffentlichung: 29. Oktober 2021 Lorenz Büffel feat. Oli. P                            |

## Musikvideos
| Jahr | Lied                                   | Regie                             |
| ---- | -------------------------------------- | --------------------------------- |
| 1997 | Liebe machen                           | Andreas Marschall                 |
| 1998 | Eivissa                                |                                   |
| 1998 | Flugzeuge im Bauch                     |                                   |
| 1998 | I Wish                                 | Wolf Gresenz, Mathias Vielsaecker |
| 1999 | Der 7. Sinn                            | Bernard Wedig                     |
| 1999 | So bist du (und wenn du gehst …)       | Sebastian Orlac                   |
| 2000 | Niemals mehr                           | Sebastian Orlac                   |
| 2000 | Plötzlich stand sie da                 | Daniel Brauer                     |
| 2001 | Girl You Know It’s True                | Carsten Gutschmidt                |
| 2001 | When You Are Here                      | Carsten Gutschmidt, Mira Thiel    |
| 2002 | Das erste Mal tat’s noch weh           | Carsten Gutschmidt                |
| 2002 | Nothing’s Gonna Change My Love for You | Wolf Gresenz                      |
| 2003 | Alles ändert sich (alles oder nichts)  | Carsten Gutschmidt                |
| 2003 | Neugeboren                             | Nikolaj Georgiew                  |
| 2016 | Wie früher                             |                                   |
| 2016 | Wohin gehst du                         |                                   |
| 2019 | Flugzeuge im Bauch 2K19                |                                   |
| 2019 | Lieb’ mich ein letztes Mal             |                                   |
| 2019 | Hallo Schatz                           |                                   |
| 2019 | Laß die Sonne in dein Herz             |                                   |
| 2019 | Dein ist mein ganzes Herz              |                                   |
| 2019 | So lang’ man Träume noch leben kann    |                                   |
| 2019 | Ich liebe dich                         |                                   |
| 2020 | 1000 Liebeslieder                      |                                   |
| 2020 | Hand in Hand                           |                                   |
| 2021 | Eine von Millionen                     |                                   |
| 2022 | Hey Freiheit (Aloha heja he)           |                                   |
| 2023 | Bester Tag                             |                                   |
| 2023 | Freudentränen                          |                                   |
| 2023 | Nicht mehr allein                      |                                   |
| 2024 | Alles wird leichter                    | Christina Laura Gotz              |
| 2024 | Dejavu                                 |                                   |
| 2024 | Wunderkerzen                           |                                   |
| 2024 | Bis zum Mond                           |                                   |

## Sonderveröffentlichungen

### Alben
| Jahr | Titel Musiklabel                        | Anmerkungen                                                        |
| ---- | --------------------------------------- | ------------------------------------------------------------------ |
| 2019 | Ganz nah dran – Akustik EP Telamo (WMG) | Erstveröffentlichung: 9. August 2019 Teil von Alles Gute! (Boxset) |

### Lieder
| Jahr | Titel Album                                                                                          | Anmerkungen                                                                             |
| ---- | --- | --------------------------------------------------------------------------------------- |
| 2021 | Nachts, wenn alles schläft Schlager-Spaß mit Andy Borg – Die Zweite – Meine Lieblingslieder im Duett | Erstveröffentlichung: 2. April 2021 Andy Borg feat. Oli P.; Original: Howard Carpendale |

| Jahr | Titel Album                         | Anmerkungen                                                                                  |
| ---- | ----------------------------------- | -------------------------------------------------------------------------------------------- |
| 2020 | Hand in Hand Goldene Weihnachtshits | Erstveröffentlichung: 6. November 2020 als Teil der Hand in Hand All Stars; Original: beFour |

| Jahr | Titel Soundtrack zu      | Anmerkungen                                                             |
| ---- | ------------------------ | ----------------------------------------------------------------------- |
| 1999 | Eivissa Inspektor Gadget | Erstveröffentlichung: 11. Oktober 1999 Paradise Love Squad feat. Oli. P |

## Statistik

### Chartauswertung
|                     | DE    | AT    | CH    |
| ------------------- | ----- | ----- | ----- |
| Nummer-eins-Alben   | DE—DE | AT—AT | CH—CH |
| Top-10-Alben        | DE4DE | AT—AT | CH—CH |
| Alben in den Charts | DE6DE | AT3AT | CH3CH |

|                       | DE     | AT    | CH    |
| --------------------- | ------ | ----- | ----- |
| Nummer-eins-Singles   | DE2DE  | AT2AT | CH2CH |
| Top-10-Singles        | DE3DE  | AT3AT | CH3CH |
| Singles in den Charts | DE14DE | AT7AT | CH5CH |

### Auszeichnungen für Musikverkäufe
Anmerkung: Auszeichnungen in Ländern aus den Charttabellen bzw. Chartboxen sind in ebendiesen zu finden.
| Land/RegionAuszeichnungen für Musikverkäufe (Land/Region, Auszeichnungen, Verkäufe, Quellen) | Gold     | Platin     | Verkäufe  | Quellen           |
| -------------------------------------------------------------------------------------------- | -------- | ---------- | --------- | ----------------- |
| Deutschland (BVMI)                                                                           | 4× Gold4 | 4× Platin4 | 3.000.000 | musikindustrie.de |
| Österreich (IFPI)                                                                            | Gold1    | 2× Platin2 | 125.000   | ifpi.at           |
| Schweiz (IFPI)                                                                               | 2× Gold2 | Platin1    | 100.000   | hitparade.ch      |
| Insgesamt                                                                                    | 7× Gold7 | 7× Platin7 |           |                   |